# Lista das 7 maravilhas de origem portuguesa no mundo
As 7 Maravilhas de Origem Portuguesa no Mundo, foram obtidas através de votação pela Internet e tiveram o apoio da Fundação New 7 Wonders, tendo sido anunciadas a 10 de junho de 2009 as maravilhas escolhidas.
As 7 Maravilhas por ordem de sorteio foram:
| Ordem de sorteio | País       | Local      | Monumento                                      | Referências       |
| ---------------- | ---------- | ---------- | ---------------------------------------------- | ----------------- |
| 1                | Índia      | Diu        | Fortaleza de Diu                               | [ 1 ] [ 2 ] [ 3 ] |
| 2                | Marrocos   | Mazagão    | Fortaleza de Mazagão                           | [ 1 ] [ 2 ] [ 3 ] |
| 3                | Índia      | Goa        | Basílica do Bom Jesus de Goa                   | [ 1 ] [ 2 ] [ 3 ] |
| 4                | Cabo Verde | Santiago   | Cidade Velha de Santiago                       | [ 1 ] [ 2 ] [ 3 ] |
| 5                | China      | Macau      | Igreja de São Paulo                            | [ 1 ] [ 2 ] [ 3 ] |
| 6                | Brasil     | Ouro Preto | Igreja de São Francisco de Assis da Penitência | [ 1 ] [ 2 ] [ 3 ] |
| 7                | Brasil     | Salvador   | Igreja e Convento de São Francisco             | [ 1 ] [ 2 ] [ 3 ] |

## Candidatos
A lista dos 27 candidatos era composta pelos seguintes monumentos, agrupados por continente.
- 7 Maravilhas de Origem Portuguesa na África:
  - Fortaleza de Mazagão, al-Jadida, Marrocos
  - Fortaleza de Safi, Safi, Marrocos
  - Convento do Carmo de Luanda, Luanda, Angola
  - Cidade Velha de Santiago, Ilha de Santiago, Cabo Verde
  - Fortaleza de São Jorge da Mina, Elmina, Gana
  - Ilha de Moçambique, Moçambique
  - Fortaleza de Quíloa, Quíloa, Tanzânia
  - Fortaleza de Jesus, Mombaça, Quénia
  - Gorgora Nova, Gorgora, Etiópia

- 7 Maravilhas de Origem Portuguesa na Ásia:
  - Centro Histórico de Malaca, Malaca, Malásia
  - Ruínas de São Paulo, Macau, China
  - Forte de Barém, Manama, Baarém
  - Fortaleza de Ormuz, Ormuz, Irão
  - Fortaleza de Mascate, Mascate, Omã
  - Fortaleza de Diu, Gujarate, Diu, Índia
  - Fortaleza de Damão Grande, Damão, Índia
  - Baçaim, Vasai, Índia
  - Sé Catedral de Santa Catarina, Goa, Índia
  - Basílica do Bom Jesus, Goa, Índia

- 7 Maravilhas de Origem Portuguesa na América do Sul:
  - Mosteiro de São Bento no Rio de Janeiro, Rio de Janeiro, Brasil
  - Igreja de São Francisco de Assis da Penitência, Ouro Preto, Minas Gerais, Brasil
  - Santuário do Bom Jesus de Matosinhos, Congonhas, Minas Gerais, Brasil
  - Convento de São Francisco e Ordem Terceira, Salvador, Bahia, Brasil
  - Convento de Santo Antônio e Ordem Terceira, Recife, Pernambuco, Brasil
  - Mosteiro de São Bento, Olinda, Pernambuco, Brasil
  - Fortaleza Príncipe da Beira, Costa Marques, Rondônia, Brasil
  - Fortaleza de Colônia do Sacramento, Uruguai